# Аерогел
Аерогеловете (от лат. aer, въздух и gelatus, замразен) са клас материали, представляващи гел, в който течната фаза е изцяло заместена с газообразна. Такива материали имат рекордно ниска плътност и в същото време демонстрират ред уникални свойства: твърдост, прозрачност, огнеупорност и т.н. Разпространени са аерогелове на основата на аморфния силициев диоскид, алуминиев диоксид, също така оксидите на хрома и оловото. В началото на 90-те години на XX век са получени първите образци на аерогела на въглеродна основа.

## Структура
Аерогеловете се отнасят към класа на мезопорестите материали, в които порите (кухините) заемат не по-малко от 50% от обема на материала. Правилно би било да кажем дори, че това отношение достига и 90-99%, а плътността е от порядъка на 1 до 150 кг/куб.метър. По своята структура аерогеловете наподобяват структурата на дървесината от обединени в групи наночастици с размери от 2 до 5 nm (нанометра, а 1 нанометър е равен на 0,000000001 метра), и пори с размери до 100 nm.

## История
Първенството за изобретяване на аерогела било спечелено от химика Стивън Кистлър (Steven Kistler) от Техническия колеж (College of the Pacific) в Стоуктоун, Калифорния, САЩ и съобщението за постижението на Кистлър било публикувано през 1931 година в списание „Nature“.
Кистлър променил течността в гел на метанола, а след това нагрял гела под налягане до достигане 240 градуса по Целзий, колкото е критическата температура (температура, при която плътността и налягането на наситена пара става максимално, а плътността на течността, намираща се в динамическо равновесие с парата, става минимална) на метанола. Метанолът излиза от гела, не смесен в обема му; съответно и гела „изсъхва“, почти не смесен.

## Свойства
На пипане аерогелът напомня лека, но твърда пяна, нещо като пореста пластмаса. При силно натоварване аерогела се троши, на като цяло е много твърд материал — образец на аерогел може да издържи натоварване 2000 пъти по-голямо от собствената му тежест. Аерогеловете също така имат особеност, като кварца, да са добри топлоизолатори, а също и силно хигроскопични. На външен вид са полупрозрачни.

## Видове аерогелове
Най-много разпространени са кварцовите аерогелове, на тях принадлежи текущият рекорд за най-малка плътност на твърдо тяло — 1,9 кг/куб.метър, 500 пъти по-ниска от плътността на водата. Кварцовите аерогелове пропускат слънчева светлина, но силно поглъщат топлинното излъчване. Благодарение на това, а също така и на необичайно ниската си топлопроводимост (0,003 Вт/(м·К)), те се прилагат в строителството в качеството на топлоизолатори и топлоудържащи материали. Температурата на топене на кварцовия аерогел е 1200 градуса по Целзий.
Въглеродните аерогелове се състоят от наночастици, ковалентно свързани една с друга. Те провеждат електрически ток (те са електропроводници) и точно заради това могат да се използват в качеството на електроди в кондензатори. Много голямата площ на вътрешната повърхност (до 800кв.м./грам) на въглеродните аерогелове предизвикала промени в производството на суперкондензатори. Въглеродните аерогелове отразяват само 0,3% от излъчената в диапазона дължина на вълната от 0,25 до 14,3 микрометра на електромагнитните вълни, което ги прави ефективни поглъщатели на слънчевата светлина.

## Употреба
Без голямо техническо приложение, обуславящо високопречистените уникални свойства, аерогелът е популярен преди всичко от факта, че е използван в проекта „Стардъст“ (космически апарат на НАСА, предназначен за изследване на кометата Уайлд 2) в качеството на материал за улавяне на космически прах.
Аерогеловете могат да се използват в качеството на газови и течни филтри.
Аерогел на основата на железни оксиди с алуминиеви наночастици може да служи за взривно вещество (разработка на Ливерморската национална лаборатория-Лоуренс, САЩ).
В началото на 2006 година няколко компании, например Юнайтед Нуклиър , заявяват, че започват продажба на аерогел на частни лица. В зависимост от формата на образеца, цената варира от $25 (за фрагмент) до $125 (късче, помещаващо се на дланта).